# Badminton-Weltmeisterschaft 2019

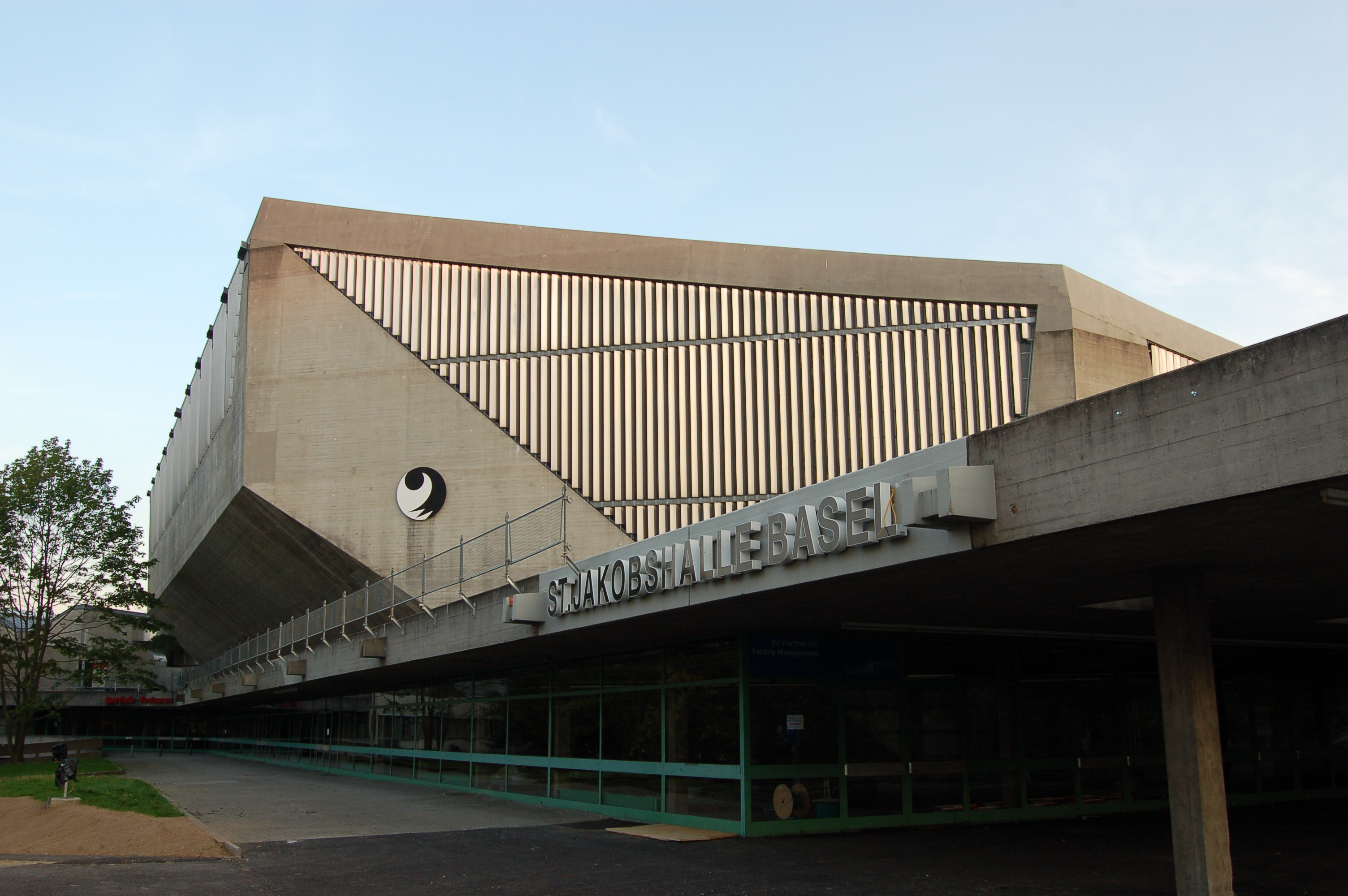
Austragungsort: St. Jakobshalle

Die 25. Badminton-Weltmeisterschaften fanden vom 19. bis zum 25. August 2019 in der St. Jakobshalle Basel in der Schweiz statt.
Den Austragungsort bestimmte der Council der Badminton World Federation (BWF) am  18. März 2017 in Kuala Lumpur. Gegenkandidat war die japanische Hauptstadt Tokio. Für den Schweizer Badminton-Verband war es die zweite Weltmeisterschaft nach 1995.

## Sieger und Platzierte
| Disziplin    | Gold                           | Silber                                         | Bronze                              |
| ------------ | ------------------------------ | ---------------------------------------------- | ----------------------------------- |
| Herreneinzel | Kento Momota                   | Anders Antonsen                                | Kantaphon Wangcharoen               |
| Herreneinzel | Kento Momota                   | Anders Antonsen                                | Sai Praneeth Bhamidipati            |
| Dameneinzel  | P. V. Sindhu                   | Nozomi Okuhara                                 | Chen Yufei                          |
| Dameneinzel  | P. V. Sindhu                   | Nozomi Okuhara                                 | Ratchanok Intanon                   |
| Herrendoppel | Hendra Setiawan Mohammad Ahsan | Yugo Kobayashi Takuro Hoki                     | Fajar Alfian Muhammad Rian Ardianto |
| Herrendoppel | Hendra Setiawan Mohammad Ahsan | Yugo Kobayashi Takuro Hoki                     | Li Junhui Liu Yuchen                |
| Damendoppel  | Mayu Matsumoto Wakana Nagahara | Yuki Fukushima Sayaka Hirota                   | Du Yue Li Yinhui                    |
| Damendoppel  | Mayu Matsumoto Wakana Nagahara | Yuki Fukushima Sayaka Hirota                   | Apriyani Rahayu Greysia Polii       |
| Mixed        | Huang Yaqiong Zheng Siwei      | Dechapol Puavaranukroh Sapsiree Taerattanachai | Wang Yilu Huang Dongping            |
| Mixed        | Huang Yaqiong Zheng Siwei      | Dechapol Puavaranukroh Sapsiree Taerattanachai | Yuta Watanabe Arisa Higashino       |

## Medaillenspiegel
| Platz | Land                | Gold | Silber | Bronze | Gesamt |
| ----- | ------------------- | ---- | ------ | ------ | ------ |
| 1     | Japan               | 2    | 3      | 1      | 6      |
| 2     | Volksrepublik China | 1    | 0      | 4      | 5      |
| 3     | Indonesien          | 1    | 0      | 2      | 3      |
| 4     | Indien              | 1    | 0      | 1      | 2      |
| 5     | Thailand            | 0    | 1      | 2      | 3      |
| 6     | Dänemark            | 0    | 1      | 0      | 1      |
| Total | Total               | 5    | 5      | 10     | 20     |